# Grand Prix de Villers-Cotterêts
El Grand Prix de Villers-Cotterêts es una antigua carrera ciclista francesa  que se desarrollaba en la ciudad Picardía de Villers-Cotterêts.
Creada en 1998 en la categoría 1.5, después en 2000 y 2001 ascendió a la categoría 1.4 y en 2002 volvió a ascender a la categoría 1.3. Desde la creación de los Circuitos Continentales UCI formó parte del UCI Europe Tour, dentro de la categoría 1.1. También estuvo inscrita en la Copa de Francia de Ciclismo. La 10.ª edición no tuvo lugar en 2007, anulada por los organizadores (CSO), por falta de financiación suficiente debido a la ausencia de patrocinadores. No disputándose más ediciones a partir de esa decisión.

## Palmarés
| Año  | Ganador               | Segundo               | Tercero           |
| ---- | --------------------- | --------------------- | ----------------- |
| 1998 | Jaan Kirsipuu         | Viatcheslav Djavanian | Berry Hoedemakers |
| 1999 | Cyril Saugrain        | Jakob Piil            | Ludovic Capelle   |
| 2000 | Damien Nazon          | Wim Omloop            | Wim Vansevenant   |
| 2001 | Laurent Brochard      | Stuart O'Grady        | Pascal Chanteur   |
| 2002 | Laurent Lefèvre       | Nicolas Vogondy       | Kurt-Asle Arvesen |
| 2003 | Julian Winn           | Emmanuel Magnien      | Jimmy Casper      |
| 2004 | Stuart O'Grady        | Geert Omloop          | Baden Cooke       |
| 2005 | Bradley McGee         | Samuel Plouhinec      | John Gadret       |
| 2006 | Emilien-Benoît Bergès | Dmitriy Muravyev      | Jonas Ljungblad   |

## Palmarés por países
| País        | Victorias |
| ----------- | --------- |
| Francia     | 5         |
| Australia   | 2         |
| Estonia     | 1         |
| Reino Unido | 1         |

- Datos: Q1476019